# Limnodynastes convexiusculus
Limnodynastes convexiusculus és una espècie de granota que viu al nord-est d'Austràlia i al sud de Nova Guinea.
Està amenaçada d'extinció per la pèrdua del seu hàbitat natural.